# Магерно
Магѐрно (на италиански: Magherno, на местен диалект: Magheran, Магеран) е село и община в Северна Италия, провинция Павия, регион Ломбардия. Разположено е на 76 m надморска височина. Населението на общината е 1730 души (към 2015 г.).